# Birgitte Rosenkrantz
 Ikke at forveksle med Birte Rosenkrantz.
Birgitte Timmesdatter Rosenkrantz (henrettet 29. juni 1603 i København) var en dansk adeldame, der var gift med Niels Kaas (Sparre) til Stårupgård.
Hun var datter af Timme Rosenkrantz og Karen Christoffersdatter Viffert.
Hun blev af Christian IV dødsdømt for blodskam med sin afdøde husbonds søskendebarn Gjord Kaas og halshugget. Siden siges hun at have hjemsøgt Stårupgård og i øvrigt også Rydhave Slot for at lede efter sine to børn, som hun fik med Gjord. Gjord Kaas flygtede, men blev fanget i 1616 og ligeledes henrettet.